# Hydropsyche acinoxas
Hydropsyche acinoxas là một loài Trichoptera trong họ Hydropsychidae. Chúng phân bố ở miền Cổ bắc.